# Paul Alexander Osterrieth
Paul Alexander Osterrieth (auch Paul Alex) (* 19. September 1916 La Haye; †  2. August 1980 Brüssel) war ein belgischer Neuropsychologe, Professor an der Psychologischen Fakultät der ULB Université libre de Bruxelles, später auch Professor der Universität Lüttich. Er hatte mit André Rey (1906–1965) den ROCF „Rey-Osterrieth Complex Figure Test“ entwickelt und war Autor des Standardwerkes Durch Lernen wachsen. Lernerziehung psychologisch gesehen.

## Leben

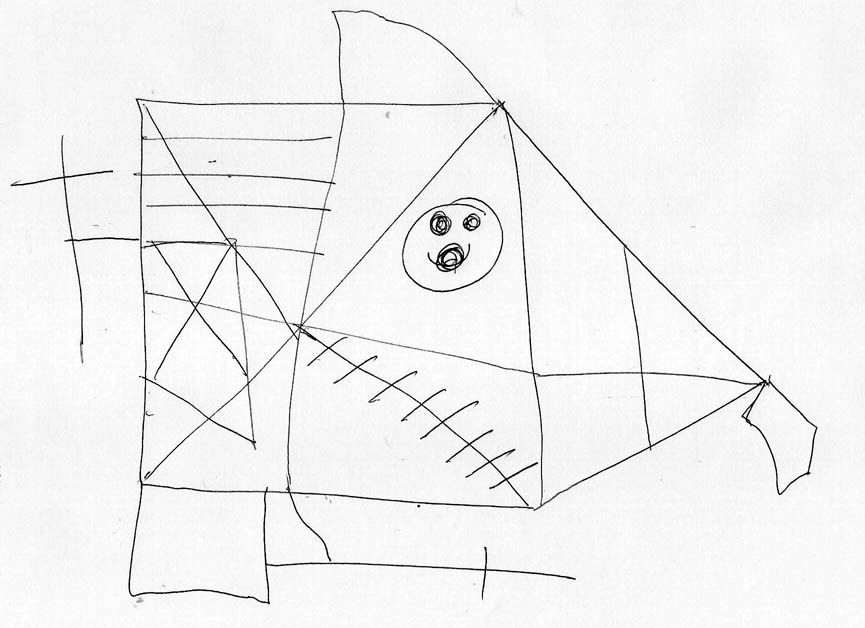
Beispiel eines Rey-Osterrieth Complex Figure Test (ROCF)

Paul Alexander Osterrieth war der Sohn von August Alexander Osterrieth (1880–1971) und Clotilde Emmy Majer (1882–1956). Er heiratete während des  Zweiten Weltkrieges am 10. Juli 1943 als 27-Jähriger in Lausanne Catherine Amsler. Das Ehepaar hatte drei Kinder.
Osterrieth beschrieb 1944 u. a. ebenso wie sein Schweizer Kollege André Rey (1906–1965), Professor für Psychologie am Institut für Erziehungswissenschaften der Universität in Genf, einen später nach ihnen beiden benannten Rey-Osterrieth Complex Figure Test (ROCF).  Es ist ein Test zur Erfassung der Fähigkeit der räumlich visuellen Konstruktion und der visuellen Gedächtnisleistung. Rey stellte erstmals 1941 den Test der sog. komplexen Figur vor. Ursprünglich sollte der Test die Auswirkungen erworbener Hirnläsionen belegen, damit diese von angeborenen Lernbehinderungen unterschieden werden konnten. 1944 normierte Paul Alexander Osterrieth den Test und führte eine quantitative und qualitative Bewertungsmethode ein. Dieser Test wurde deshalb auch als ROCF Rey-Osterrieth Complex Figure Test bekannt. Die komplexe Figur wird dabei als Figur A bezeichnet, eine vereinfachte Testversion als Figur B. Der Test liefert Informationen zur Wahrnehmungsfähigkeit, zur Strategie und Planungsfähigkeit sowie zum visuellen Gedächtnis und zur grafischen Reproduktionsfähigkeit. Der Test ist weder ein Intelligenz- noch ein Entwicklungstest, zeigt aber auf, wie Klienten mit neuen unerwarteten Situationen umgehen, und wird heute noch gerne in der Berufsberatung eingesetzt.

## Bücher
- Paul A. Osterrieth (Autor), Durch Lernen wachsen. Lernerziehung psychologisch gesehen, Verlag: Freiburg.: Herder..; 142 S. (1969)